# Natriumcyclamaat
Natriumcyclamaat is het natriumzout van cyclaamzuur.

## Synthese
Natriumcyclamaat kan gesynthetiseerd worden door sulfonering van cyclohexylamine met sulfaminezuur of zwaveltrioxide, waardoor cyclaamzuur wordt gevormd. Door het cyclaamzuur te neutraliseren met natriumhydroxide wordt natriumcyclamaat verkregen.
Een andere synthese vertrekt van cyclohexylisocyanaat dat reageert met zwavelzuur. Hierbij wordt het zuiver cyclaamzuur gevormd, dat dan nog moet omgezet worden naar het gewenste natriumzout door behandeling met natriumhydroxide.

## Toepassingen
Natriumcyclamaat is een zoetstof, bekend sinds 1937, die ongeveer 30 tot 50 maal zoeter is dan suiker en die ook wel bekendstaat onder het E-nummer E952. Het hebben van een E-nummer geeft aan dat het bij normaal gebruik (minder dan de Aanvaardbare Dagelijkse Inname (ADI)) niet als schadelijk wordt beschouwd. De ADI voor natriumcyclamaat bedraagt 7 mg per kg lichaamsgewicht.
Veel zoete producten bevatten suiker. Wanneer producten met Light worden aangeduid is er vaak sprake van het gebruik van een zoetstof als alternatief voor suiker. Hiervoor wordt meestal niet natriumcyclamaat, maar aspartaam gebruikt.
Natriumcyclamaat is thermostabiel tot boven de gangbare keukentemperaturen, wat de zoetstof geschikt maakt voor koken en bakken.

## Toxicologie en veiligheid
Toch is de veiligheid van natriumcyclamaat niet geheel onbesproken; in de Verenigde Staten is het sinds 1969 niet meer toegestaan, in meer dan 50 andere landen wel. De verbanning berustte op onderzoek bij ratten in de jaren '60 van de 20e eeuw waarbij er aanwijzingen voor het ontstaan of bevorderen van blaaskanker bij ratten zouden zijn gevonden. Later onderzoek heeft dit echter niet bevestigd. De Amerikaanse FDA heeft na het opnieuw bekijken van alle beschikbare onderzoeksgegevens dan ook te kennen gegeven dat het niet als carcinogeen bij muizen en ratten beschouwd wordt.
De Nederlandse Voedsel- en Warenautoriteit heeft zes siropen onderzocht en vond een gemiddelde van 184 mg natriumcyclamaat per liter. Dit ligt nog wel ver onder het maximum van 400 mg per liter, maar toch is niet ondenkbaar dat de inname ervan bij kinderen bij gebruik als dagelijkse dorstlesser de ADI benadert. Of dit dan inderdaad schadelijk is, staat overigens te bezien. Bij de vaststelling van een ADI wordt een grote veiligheidsmarge aangehouden, meestal een factor 10 tot 100.